# François Buzot

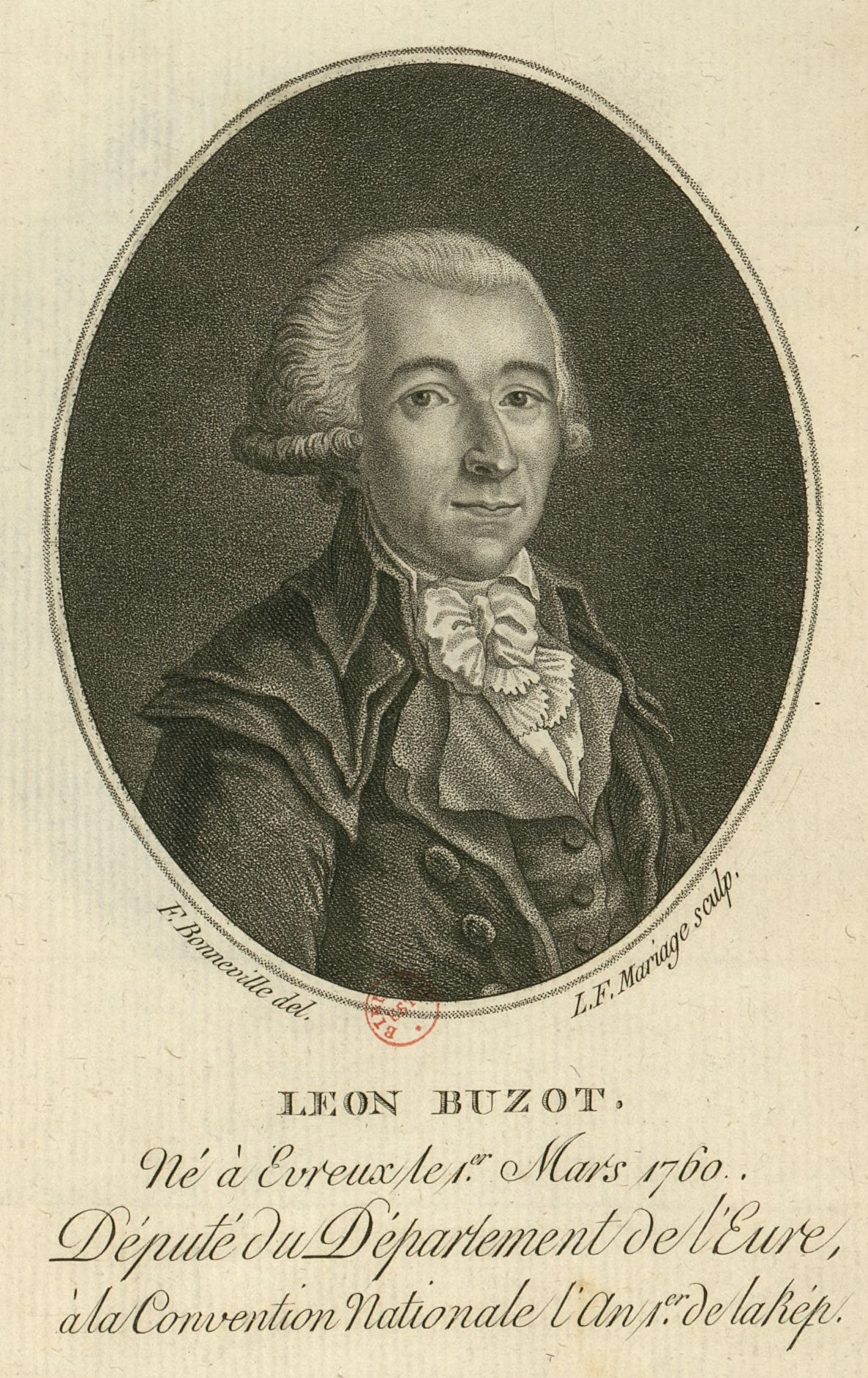
François Buzot

François Nicolas Léonard Buzot (Évreux, 1º marzo 1760 – Saint-Émilion, 24 giugno 1794) è stato un politico e rivoluzionario francese, uno dei capi della rivoluzione francese.

## Biografia
Nato nell'Eure, studiò giurisprudenza e allo scoppio della rivoluzione francese esercitava la professione di avvocato nella sua città natale. Nel 1789 venne eletto deputato agli Stati Generali dove divenne noto per le sue opinioni radicali. Chiese la nazionalizzazione di tutti i beni della Chiesa cattolica e il diritto a detenere e portare le armi.
Dopo lo scioglimento della Assemblea nazionale costituente, Buzot tornò ad Évreux, dove venne nominato presidente del tribunale criminale.
Nel 1792 venne eletto deputato alla Convenzione nazionale e si unì ai Girondini sotto l'influenza della sua amica Madame Roland, divenuta poi la sua amante. Buzot entrò in polemica con il principale avversario dei girondini, Jean-Paul Marat, e chiese l'istituzione della Guardia Nazionale per difendere la Convenzione contro i sanculotti. La sua proposta venne accettata ma non andò mai in vigore ed i parigini lo scelsero come bersaglio del loro odio.
Nel processo a re Luigi XVI, Buzot votò in favore della pena capitale, ma con l'appello al popolo e la posposizione dell'esecuzione (sursis). Ottenne la condanna a morte pronunciata contro i membri emigrati della casa di Borbone, che non avrebbero dovuto tornare in Francia, e contro chiunque avesse chiesto il ristabilimento della monarchia. Allo stesso tempo, si oppose a Georges Danton e ai Montagnardi e respinse la creazione di un Comitato di salute pubblica e dei Tribunali rivoluzionari (ma si astenne quando la questione del processo a Marat venne portata dai Girondini).
Proscritto con i Girondini, il 2 giugno 1793, fuggì rifugiandosi nel dipartimento del Calvados in Normandia, dove contribuì all'organizzazione di un'insurrezione girondina contra la Convenzione, che venne stroncata poco dopo.
La Convenzione lo processò, e decretò che «la casa occupata da Buzot dovrà essere demolita, e mai più ricostruita su questo terreno, dove dovrà essere innalzata una colonna su cui dovrà essere scritto: "Qui era l'asilo di Buzot, furfante che, nella veste di rappresentante del popolo, cospirava per il rovesciamento della Repubblica francese"».
Egli fuggì assieme a Jérôme Pétion de Villeneuve a Saint-Émilion, vicino a Bordeaux, e vi rimase nascosto. Entrambi si suicidarono il 24 giugno con un colpo di pistola nella foresta che circondava la località. Due giorni dopo i loro corpi vennero rinvenuti, mezzo sbranati dai lupi, da sanculotti di Castillon che stavano facendo una battuta generale dalla parte di Saint-Magne.
Egli lasciò delle Memorie, pubblicate nel 1823.